# Yoshito Kishi
Yoshito Kishi (Nagoia, 13 de abril de 1937 – 9 de janeiro de 2023) foi um químico japonês. foi um químico japonês que foi professor de química na Universidade de Harvard. 
Kishi é conhecido pelo desenvolvimento da novas reações químicas, como a reação Nozaki-Hiyama-Kishi.

## Pesquisa
A pesquisa de Kishi se concentrou na síntese total de produtos naturais complexos. As realizações de seu grupo de pesquisa incluem a síntese total de palitoxina, micolactonas, halicondrinas, saxitoxinas, tetrodotoxinas, geldanamicina, batracotoxinas e muitas outras.  Kishi também contribuiu para o desenvolvimento de novas reações químicas, incluindo a reação Nozaki-Hiyama-Kishi.

## Morte
Kishi morreu no dia 9 de janeiro de 2023, aos 85 anos.